# John Timothy Dunlap
Pour les articles homonymes, voir Dunlap.
Fra' John Timothy Dunlap, né le 16 avril 1957 à Ottawa, est un avocat et chevalier profès canadien de l'ordre souverain de Malte.
Il est le 81e grand maître de l'ordre souverain de Malte depuis 2023.

## Biographie
Né le 16 avril 1957 au Canada, il fait des études de droit à l'université d'Ottawa puis à l'université Western Ontario, avant de devenir avocat au barreau de l'État de New York et de la province d'Ontario.
Il devient le 81e grand maître de l'ordre de Malte le 3 mai 2023. L'élection de John T. Dunlap a été rendue possible par les révisions de 2022 de la constitution de l'Ordre ordonnées par le pape François, qui ont supprimé l'exigence traditionnelle selon laquelle le grand maître doit pouvoir prouver une ascendance noble.

## Décorations
- Grand-croix de justice ayant professé des vœux solennels de l'ordre souverain et militaire de Malte[4]
- Collier de l'ordre pro Merito Melitensi (3 mai 2023)[4]

### Décorations d'autres États souverains
- Médaille du 125e anniversaire de la Confédération du Canada (Canada, 7 mai 1992)[4]
- Grand-croix de l'ordre du Sauveur (Grèce, 18 octobre 2024)[5]
- Grand-croix avec collier de l'ordre du Mérite de la République italienne (Italie, 21 novembre 2023)[6]
- Chevalier grand-croix de l'ordre de l'Étoile d'Italie (Italie, 9 janvier 2023)[7]
- Grand-croix de l'ordre de Saint-Charles (Monaco, 22 avril 2025)[8]
- Grand-croix extraordinaire de l'ordre du général de division Omar Torrijos Herrera (Panama, 27 février 2024)[9],[10]
- Chevalier de l'ordre de l'Aigle blanc (Pologne, 27 mars 2025)[11]
- Grand-officier de l'ordre national du Mérite (Roumanie, 14 février 2013)[12]
- Chevalier du très vénérable ordre de Saint-Jean (Royaume-Uni, 29 janvier 2020)[4]
- Médaille du jubilé d'or d'Élisabeth II (Royaume-Uni, 6 février 2002)[4]
- Médaille du jubilé de diamant d'Élisabeth II (Royaume-Uni, 6 février 2012)[4]
- Médaille du couronnement de Charles III (Royaume-Uni, 26 mars 2025)[13]
- Grand-croix avec collier de l'ordre du Mérite hongrois (Hongrie, 17 juillet 2024)
- Grand-croix de l'ordre équestre du Saint-Sépulcre de Jérusalem[4]

### Ordres dynastiques
- Sénateur grand-croix décoré du collier de l'ordre sacré et militaire constantinien de Saint-Georges (maison de Bourbon-Parme, 15 avril 2024)[14]
- Chevalier de l'ordre de Saint-Janvier (maison de Bourbon-Siciles, 30 mars 2023)[15]
- Bailli grand-croix de justice décoré du collier de l'ordre sacré et militaire constantinien de Saint-Georges (maison de Bourbon-Siciles, 14 septembre 2022)[4]
- Grand-croix de l'ordre de l'Immaculée Conception de Vila Viçosa (maison de Bragance, 24 juin 2023)[4]
- Grand-croix avec collier de l'ordre de Saint-Michel de l'Aile (maison de Bragance, 24 juin 2023)[4]
- Chevalier de l'ordre de la Toison d'or (maison de Habsbourg, 30 novembre 2023)[16]
- Grand-croix de justice de l'ordre de Saint-Étienne, pape et martyr (maison de Habsbourg-Toscane, 22 mars 2024)
- Grand-croix de l'ordre du prince Danilo Ier (maison Petrovitch-Njegosh de Monténégro)[4]
- Chevalier de l'ordre de Saint-André (maison impériale de Russie, 16 février 2024)[17]
- Chevalier de l'ordre de Saint-Alexandre Nevski (maison impériale de Russie, 16 février 2024)[Note 1].
- Chevalier de l'Aigle blanc (maison impériale de Russie, 16 février 2024)[Note 1].
- Grand-croix de l'ordre de Sainte-Anne (maison impériale de Russie, 16 février 2024)[Note 1].
- Grand-croix de l'ordre militaire de Saint-Nicolas (maison impériale de Russie, 16 février 2024)[Note 1].
- Grand-croix de l'ordre de Saint-Stanislas (maison impériale de Russie, 16 février 2024)[Note 1].
- Chevalier de l'ordre suprême de la Très Sainte Annonciade (maison de Savoie, 24 mai 2023)[19]
- Grand-croix de l'ordre des Saints-Maurice-et-Lazare (maison de Savoie)[4]
- Officier de l'ordre du Mérite de Savoie (maison de Savoie)[4]
- Grand-croix de l'ordre de Skanderbeg (maison Zogu, 1er juin 2023)[20]